# 커비의 드림 뷔페
《커비의 드림 뷔페》는 HAL 연구소가 개발하고 닌텐도가 배급한 파티 비디오 게임이다. 2022년 8월 17일 닌텐도 스위치 플랫폼으로 전세계 동시출시됐다.
다인용으로 설계된 게임으로 4명의 커비가 음식 테마의 스테이지에서 경쟁하며, 최대 개수의 딸기를 획득하는 것이 우승 목표이다.

## 게임플레이
'뷔페 그랑프리' 레이스, 미니게임 및 배틀로열 3가지 모드에 도전할 수 있다. 획득한 딸기 수에 따라 '뷔페 랭크'가 상승해 새로운 스테이지에 도전할 수 있는 등의 보상을 획득할 수 있다.

## 개발
《커비의 드림 뷔페》는 2022년 7월 12일 닌텐도의 소개 영상과 소셜 미디어를 통해 처음 공개됐다.

## 참조

### 내용주
1. ↑  영어: Kirby's Dream Buffet